# Centris agameta
Centris agameta är en biart som beskrevs av Roy R. Snelling 1974. Centris agameta ingår i släktet Centris och familjen långtungebin. Inga underarter finns listade.